# Palau de les Nacions

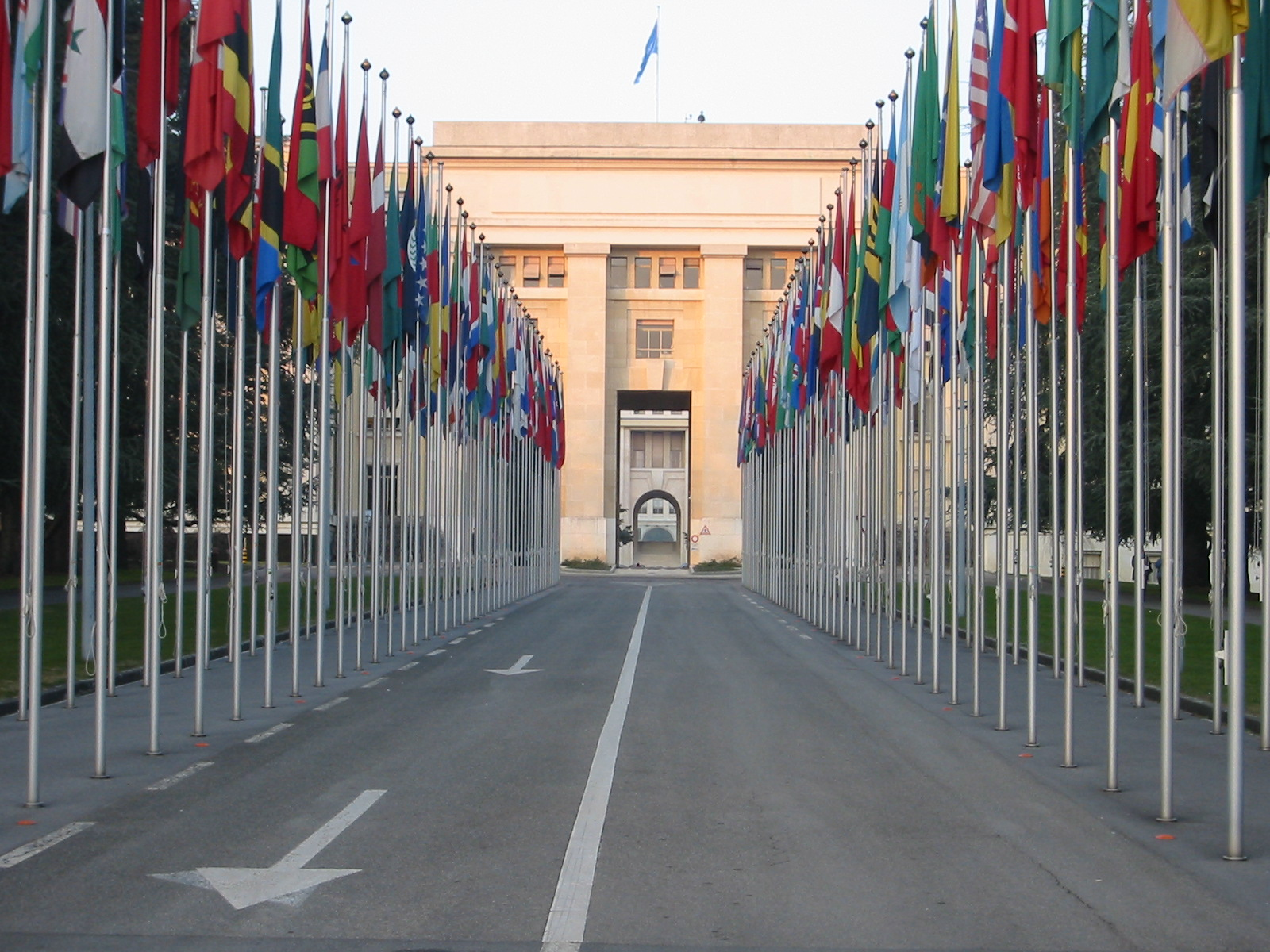
Banderes a la porta principal

El Palau de les Nacions (en francès: Palais des Nations) és un complex d'edificis construïts entre l'any 1929 i 1937 al parc de l'Ariana, a Ginebra, Suïssa. Va ser la seu de la Societat de Nacions fins a 1946. El 1966 el palau passa a ser la segona seu més important de les Nacions Unides, després de la  seu de Nova York.
Tots els anys, el palau rep més de 8.000 reunions i 600 conferències. Alguns sectors del palau són accessibles per als visitants, els quals són més de 100.000 a l'any.
El palau és seu dels següents organismes de l'ONU:
- Organització de les Nacions unides per a l'Alimentació i l'Agricultura (AIEA)
- Oficina de Coordinació d'Assumptes Humanitaris
- Conferència de les Nacions Unides sobre Comerç i Desenvolupament (CNUCED)
- Organització de les Nacions unides per a l'Alimentació i l'Agricultura (FAO)
- Organització de les Nacions Unides pel desenvolupament industrial (ONUDI)

## Història
Després de la fundació de la Societat de Nacions, el 10 de gener de 1920, es va presentar un concurs per a la construcció d'un palau a 1926. El jurat va decidir que els arquitectes Carlo Broggi (Itàlia), Julien Flegenheimer (Suïssa), Camille Lefèvre i Henri-Paul Nénot (França) així com Joseph Vago (Hongria) feren un projecte comú.
La primera pedra de l'edifici d'estil neoclàssic es va posar el 7 de setembre de 1929. A 1933, el secretariat de la SDN s'instal·la a les parts terminades de la construcció, i a 1936 la gran majoria de treballadors s'instal·len al nou edifici, quasi enllestit.
A la primera pedra de l'edifici hi ha una càpsula del temps que conté entre altes una llista de tots els membre de la Societat, una còpia dels tractats que la constitueixen i monedes de tots els països membres. De totes maneres, en eixes dates la Societat ja no tenia cap poder real i es va dissoldre a 1945.
A partir de 1945 l'edifici va ser donat a les Nacions Unides, fundades eixe mateix any, i va ser utilitzat per diferents objectius. L'edifici K va ser ampliat entre 1950 i 1952 mentre que l'edifici D va ser construït per albergar la seu temporal de l'Organització Mundial de la Salut. L'edifici E va ser construït entre 1968 i 1973 per utilitzar-lo com a centre de conferències.
Després de les extensions, l'edifici compta amb 600 metres de llargària i conté 34 sales de conferències i 2800 despatxos. Dins l'edifici principal es pot trobar l'«escultura per la no proliferació d'armes nuclears», de l'artista Clemens Weiss, que va ser un regal del govern alemany a les Nacions Unides a 1996. El 18 de novembre de 2008, la sala de conferències XX, i més concretament la seva cúpula, fou reconstruïda totalment pel pintor mallorquí Miquel Barceló, en resposta a una petició de l'Estat espanyol, que volia fer un regal a les Nacions Unides. En aquesta sala, hi celebra les reunions el Consell de Drets Humans de les Nacions Unides.